# Fritzi Filzová
Fritzi Filzová za svobodna Fritzi Wenischová (27. srpna 1907 – 1981) byla rakouská sportovní šermířka, která se specializovala na šerm fleretem. Rakousko reprezentovala ve třicátých, čtyřicátých a padesátých letech. Na olympijských hrách startovala v roce 1936, 1948 a 1952 v soutěži jednotlivkyň. Na olympijských hrách 1948 obsadila v soutěži jednotlivkyň páté místo. V roce 1950 obsadila třetí místo na mistrovství světa v soutěži jednotlivkyň.